# 五條瑛
五條瑛（？—），是一名日本推理小說作家，主力寫國際謀略小說。五條瑛對外公開的資料極少，只知道她大學畢業後曾在防衞省工作，負責蒐集軍事情報，退職後又曾任採訪記者。五條瑛於1999年以《白金項鍊》出道，2001年第二本長篇小說《三個瑪瑙》就獲得大藪春彥獎，同年又憑《夢中魚》入圍吉川英治文學新人獎。